# Chrystee Pharris
Chrystee Pharris, född 7 mars 1976, är en amerikansk skådespelare.
Chrystee Pharris har medverkat i tv-serier som Passions och Scrubs. Hon lämnade Passions för att kunna satsa på en sångarkarriär

## Filmografi

### Filmer
- 2007 – Lord Help Us - Luckys fru
- 2006 – Paved with Good Intentions - Nina Balen
- 2006 – Only in Your Dreams - Candi/Alicia
- 2004 – Buds for Life - Monica Harris
- 2000 – Leprechaun in the Hood
- 1999 – Guilty or Not

### TV-serier
- 1999-2006 - Passions - Simone Russell, 785 avsnitt
- 2000 - Sjunde himlen - flicka, 1 avsnitt
- 2000 - General Hospital - Katie, okänt antal avsnitt
- 2005 - Scrubs - Kylie, 5 avsnitt